# Ekaterina Vinogradova
Ekaterina Gennad'evna Ivanova, coniugata Vinogradova (in russo Екатерина Геннадьевна Иванова-Виноградова?, in bielorusso Кацярына Генадзеўна Іванова-Вінаградава?, Kacjaryna Henadzŭna Ivanova-Vinagradava; Novosibirsk, 3 settembre 1977), è un'ex sciatrice nordica bielorussa naturalizzata statunitense attiva sia nello sci di fondo sia nel biathlon, specialità nella quale colse i migliori risultati. Russa di nascita, gareggiò anche per l'Armenia. È indicata anche con la variante bielorussa del suo nome, Кацярына Генадзьеўна Вінаградава  (Kacjaryna Henadz'eŭna Vinahradava).

## Biografia
Iniziò nel 1993 a livello giovanile con il biathlon, partecipando a un'edizione dei Mondiali juniores ed esordendo in Coppa del Mondo il 15 marzo 1997 a Novosibirsk (32ª).
Dal 1999 al 2003 si dedicò allo sci di fondo, gareggiando in circuiti minori (Coppa Continentale e gare FIS); dal 2003 tornò al biathlon, pur continuando a partecipare saltuariamente a gare di fondo e prendendo anche parte a due prove di Coppa del Mondo: ottenne il miglior piazzamento all'esordio, il 22 ottobre 2004 a Düsseldorf (19ª). Fino alla stagione 2005-2006 fece parte della nazionale bielorussa; da 2006-2007 al 2009-2010 gareggiò per la nazionale statunitense e dal 2010-2012 fino a fine carriera per quella armena.
In Coppa del Mondo ottenne l'unica vittoria, nonché primo podio, il 12 dicembre 2003 a Hochfilzen. In carriera prese parte a un'edizione dei Giochi olimpici invernali, Torino 2006 (37ª nella sprint, 29ª nell'inseguimento, 44ª nell'individuale, 4ª nella staffetta), e a quattro dei Campionati mondiali di biathlon, vincendo due medaglie.

## Palmarès

### Biathlon

#### Mondiali
- 2 medaglie:
  - 2 bronzi (sprint[1] a Oberhof 2004; staffetta[1] a Hochfilzen/Chanty-Mansijsk 2005)

#### Mondiali juniores
- 1 medaglia:
  - 1 bronzo (staffetta a Forni Avoltri 1997)

#### Coppa del Mondo
- Miglior piazzamento in classifica generale: 17ª nel 2004
- 4 podi (1 individuale, 3 a squadre), oltre a quelli ottenuti in sede iridata e validi anche ai fini della Coppa del Mondo:
  - 1 vittoria (a squadre)
  - 3 terzi posti (1 individuale, 2 a squadre)

##### Coppa del Mondo - vittorie
| Data             | Località   | Nazione | Spec.                                                         |
| ---------------- | ---------- | ------- | ------------------------------------------------------------- |
| 12 dicembre 2003 | Hochfilzen | Austria | RL (con Ksenija Zikunkova, Vol'ha Nazarava e Alena Zubrylava) |

Legenda:

RL = staffetta

### Sci di fondo

#### Coppa del Mondo
- Miglior piazzamento in classifica generale: 79ª nel 2005